# Tillandsia marceloi
Tillandsia marceloi är en gräsväxtart som beskrevs av Takiz. och Koide. Tillandsia marceloi ingår i släktet Tillandsia och familjen Bromeliaceae. Inga underarter finns listade i Catalogue of Life.